# Cordylomera ruficornis
Cordylomera ruficornis es una especie de escarabajo longicornio del género Cordylomera, tribu Phoracanthini, subfamilia Cerambycinae. Fue descrita científicamente por Chevrolat en 1855.

## Descripción
Mide 16 milímetros de longitud.

## Distribución
Se distribuye por Nigeria.